# Arlene Semeco
Arlene Iradie Semeco Arismendi OL, OFM (11 de gener de 1984, Caracas) és una nedadora veneçolana d'estil lliure, plusmarquista nacional i sud-americana. Ha estat medallista d'or dels Jocs Panamericans, Jocs Sud-americans i els Jocs Centreamericans i del Carib. Ha participat dels Jocs Olímpics d'Atenes 2004 on va ser l'única representant femenina en la natació del seu país, i els Jocs Olímpics de Pequín i Londres 2012 en les proves dels 50 i 100 m lliures. En la seva participació a Pequín 2008, va arribar a les semifinals dels 50 m lliures amb un temps de classificació de 24.98, temps que no va aconseguir revalidar després, cronometrant 25.05 segons que no la van ajudar a classificar a arribar a la final. Aquest mateix any va rebre les medalles d'or dels 50 i 100 m lliures dels Jocs Panamericans de 2007, després del dopatge de la brasilera Rebeca Gusmao, convertint-se en la primera veneçolana a ser campiona panamericana.
Semeco ha tingut una destacada carrera amb resultats rellevants per a la natació veneçolana, la qual cosa li ha vàlid ser condecorada amb l'Ordre del Llibertador en tercera classe el 2006 i la Francisco Miranda a la seva segona classe el 2005. Ha obtingut també la distinció Paul W Bryant per la Universitat d'Alabama l'any 2005, i en el Saló de la fama de la universitat l'any 2007.